# Cyperus chalaranthus
Cyperus chalaranthus là một loài thực vật có hoa trong họ Cói. Loài này được J.Presl & C.Presl mô tả khoa học đầu tiên năm 1830.